# 赫尔曼·诺伊巴赫

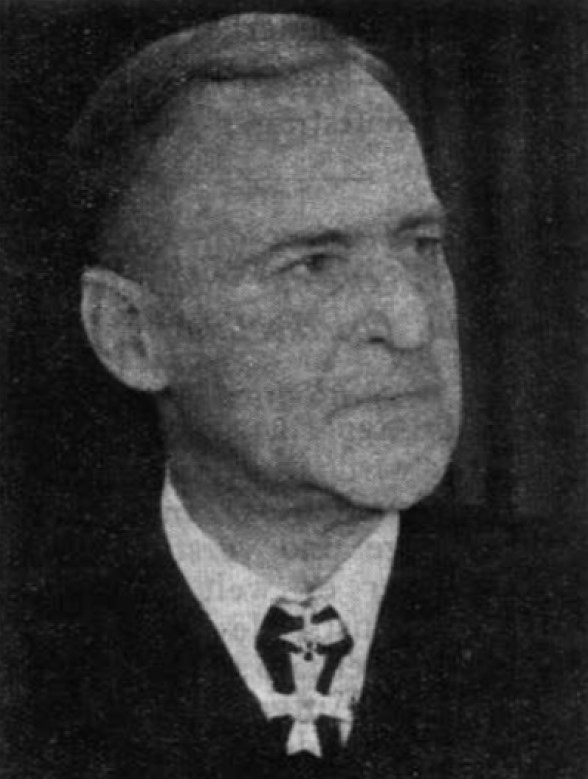
赫尔曼·诺伊巴赫

赫尔曼·诺伊巴赫（Hermann Neubacher，1893年6月24日—1960年7月1日）是一名奥地利纳粹主义政治人物。德奥合并后，诺伊巴赫一度要出任维也纳市长，但不久后，他就被指對犹太人過於寬容而招致當局不满，接着便被降职。他還曾在納粹德國担任过多个外交職務。第二次世界大战期间，他是納粹德國驻希腊和巴尔干外交部官员的领导。
战后，诺伊巴赫于1946年遭南斯拉夫社会主义联邦共和国的贝尔格莱德军事法庭审判，被判处20年重劳役，但最终被提前释放。他当时被关押在贝尔格莱德的一座监狱里，那座监狱就是以前盖世太保设在贝尔格莱德的总部。1952年11月，由于健康状况不佳，诺伊巴赫获释。回到奥地利后，他在萨尔茨堡成為建筑营造商，1954至1956年间，他擔任埃塞俄比亚担任皇帝海尔·塞拉西一世的顾问。最终，诺伊巴赫死于维也纳，终年67岁。